# عدوى التهاب الكبد C المصحوبة بفيروس نقص المناعة البشري
في عدوى التهاب الكبد الفيروسي ج المصحوبة بعدوى فيروس نقص المناعة البشري تزداد نسبة فيروس التهاب الكبد الفيروسي ج عن إذا ما كان المريض مصابا بالتهاب الكبد الفيروسي ج وحده في كلا من أنسجة الكبد والبلازما. عادة ما يصاحب مرضى فيروس نقص المناعة البشري عدوى التهاب الكبد الفيروسي ج بسبب تشابه طرق انتقال المرضين: عن طريق تعرض الجلد لدم مصاب، أو عن طريق الاتصال الجنسي، أو ينتقل من الأم إلى رضيعها. يمكن أن تكون العدوى عديمة الأعراض أو أن تتطور إلى تليف أو سرطان.

## خصائص المرض
ازدادت نسبة الإعاقة والوفاة من التهاب الكبد الفيروسي ج منذ بداية العلاج (HAART) المستخدم لعلاج فيروس نقص المناعة البشري بسبب أن مرضى فيروس نقص المناعة البشري صاروا يعيشون فترات أطول عند استخدامهم للعلاج وحرصهم على الوقاية من أمراض العدوى الانتهازية. تأثير التهاب الكبد الفيروسي ج على التاريخ الطبيعي لفيروس نقص المناعة البشري لم يحسم أمره بعد بسبب تعارض الدراسات، إذ يظهر بعضها عدم التأثير، بينما تظهر أخرى ازديادا في معدل الإعاقة والوفيات عندما يكون فيروس نقص المناعة البشري مصحوبًا بالتهاب الكبد الفيروسي ج. حوالي 150,000 إلى 300,000 شخصا تقريبا في الولايات المتحدة الأمريكية مصابون بعدوى فيروس نقص المناعة البشري المصحوبة بالتهاب الكبد الفيروسي ج. هذه النسبة تشمل 15% إلى 30% من المصابين بفيروس نقص المناعة البشري، و5% إلى 10% من المصابين بالتهاب الكبد الفيروسي ج.
ثمة عوامل كثيرة تؤثر على علاج هؤلاء المرضى، منها مثلا نقص إنتاج الأجسام المضادة لالتهاب الكبد الفيروسي ج، وتفاعل الأدوية مع بعضها، واختلاف الخصائص الوبائية بين مختلف المرضى، والتاريخ الطبيعي للفيروسين. حتى الآن لم توجد سوى القليل من البيانات حول معالجة مرضى عدوى فيروس نقص المناعة البشري المصحوبة بالتهاب الكبد الفيروسي ج، ولكن لحسن الحظ، تم نشر تجارب حديثة عن سلامة وفاعلية الخيارات الحالية المتاحى للمعالجة.  

## المعالجة
الهدف الأساسي في معالجة التهاب الكبد الفيروسي ج هو الاستئصال الدائم للفيروس. الفائدة الثانية من استئصال الفيروس تكمن في إنقاص نسبة خطر الإصابة بفشل كبدي أو سرطان الكبد. حاليا بيغانترفيرون ألفا-2-إي وريبافيرين هما العلاجان الوحيدان المعتمدان لدى هيئة الغذاء والدواء الأمريكية (FDA) لمرضى عدوى فيروس نقص المناعة البشري المصحوبة بالتهاب الكبد الفيروسي ج.
يرتبط الإنترفيرون بمستقبلات خاصة على سطح الخلية المصابة بالفيروس ليحفّز مجموعة تفاعلات بروتينية ولينشّط النسخ الجيني. التأثير المضاد للفيروسات لدى الإنترفيرون يكمن في ثبيط نفاذية الفيروس، وتثبيط انتساخه وصنع بروتيناته وتجميعه داخل الخلية. يمكن التفريق بين البيغانترفيرون والإنترفيرون في إضافة مبلمر غليكول بولي إيثيلين (PEG). إضافة غليكول بولي إيثيلين تقلل تصفية البلازما بشكل ملحوظ، وتحمي الجزيئات من الانحلال وتقلل من استمناعها.
ذروة التركيز تبلغ حوالي 1.5 إلى 2 ضعف أقل تركيز، أما عمر النصف فيبلغ حوالي 80 ساعة (مقارنة بـ 5.1 ساعة للإنترفيرون ألفا-2إي).
ريبافيرين عبارة عن نيوكليزويد مضاهي مصنع ولكن آلية عمله ليست مثبتة بشكل واضح. ريبافيرين يثبّط استنساخ شريحة واسعة من فايروسات الدنا والرنا. الحرائك الدوائية لمرضى عدوى فيروس نقص المناعة البشري المصحوبة بالتهاب الكبد الفيروسي ج تشابه المرضى بالتهاب الكبد الفيروسي ج وحده.

### بيغانترفيرون ألفا-2بي زائد ريبافيرين مقابل الإنترفيرون ألفا-2إي زائد ريبافيرون
هذه كانت دراسة جماعية عشوائية من الدرجة الثالثة مفتوحة الوصف. أعطي 416 مريضا 1.5 µg/kg بيغانترفيرون ألفا-2بي مرة أسبوعيا زائد ريبافيرين 800 ميلليجرام يوميا أو 3 ملايين وحدة إنترفيرون ألفا-2إي زائد 800 ميلليجرام ريبافيرين يوميا لمدة 48 أسبوع. تم تقييم 6 مرضى في الأسبوع الثاني والراب، ومن ثم كل أربعة أسابيع بعد العلاج وبعدها عند الأسبوع 2 و 4 والـ 24 بعد العلاج حتى الوصول إلى الأسبوع 72. نقطة النهاية الأولى كانت عبارة عن الاستجابة الفيروسية المستديمة (SVR) غير مضبوطة لمصل رنا التهاب الكبد الفيروسي ج عند الأسبوع 72. نقطة النهاية الثانية كانت التحسن النسيجي. في مجموعة الإنترفيرون ألفا-2إيه 20% من 207 مريضا كسبوا استجابة فيروسية مستديمة، وفي مجموعة البيغانترفيرون كسب 27% من 205 مريض استجابة فيروسية مستديمة. في الأسبوع ال24 نسبة مصل الرنا لالتهاب الكبد الفيروسي ج غير المضبوطة لوحظت عند 28% من الإنترفيرون و40% من البيغانترفيرون.عند الأسبوع الـ 48 ردة فعل العلاج الفيروسي كانت بنسبة 21% و 35%. عند المرضى ذو النمط الجيني 1 و 4 وصلت الاستجابة الفيروسية الثابتة لبيغانترفيرون نسبة 17%، والإنترفيرون نسبة 6%. ولكن عند المرضى ذو النمط الجيني 2 و 3 و 5 كانت النسبة متقاربة.

### بيغيانرفيرون ألفا-2إي زائد ريبافيرين مقابل انترفيرون ألفا-2إي زائد ريبافيرين
في هذه الدراسة تلقى كلا من ال66 مريضا متطوعا 180 ug أسبوعيا من بيغانترفيرون أو 6 ملايين وحدة 3 مرات أسبوعيا من الإنترفيرون لمدة 12 أسبوعا وبعدها تم التحويل إلى 3 ملايين وحدة 3 مرات أسبوعيا لمدة 48 أسبوعا. كلا من المجموعتين تلقت 600 mg من ريبافيرين لمدة 4 أسابيع، ومن ثم 800 gm لمدة 4 أسابيع أخرى، ولاحقا 1000 gm يوميا إلى نهاية الدراسة. نقطة النهاية كانت تهدف إلى أن تحدد نسبة الاختلاف في الاستجابة الفيروسية المستديمة لكلتا المجموعتين. عند الأسبوع الـ 24 تم أخذ خزعة من الكبد للمرضى الذين لم تحدث الهم استجابة فيروسية، وتم إكمال الدراسة على الأشخاص الذين حدثت لهم الاستجابة. 

### التحمل
في بداية التجربة انسحب تقريبا نفس العدد من كلتا المجموعتين بسبب مشاكل مخبرية أو آثار سلبية. تم تعديل الجرعات بشكل أكثر لمجموعة البيغانترفيرون بسبب المشاكل المخبرية (7% مقابل 20%) أو بسبب الآثار السلبية (7% مقابل 16%). لوحظت مشاكل أخرى مثل قلة الخلايا المتعادلة ونقص الوزن بنسبة أكثر في مجموعة البيغانترفيرون، بينما كان الأرق يشكل نسبة أكبر في مجموعة الإنترفيرون.
في التجربة الثانية انسحب 12% من كلتا المجموعتين بسبب مشاكل مخبرية أو آثار سلبية. كلتا المجموعتين لوحظ فيهما نفس المشاكل تقريبا من قلة الخلايا المتعادلة ولكن تم استبعاد اثنين من المرضى بسبب وصولهما إلى الدرجة الرابعة من قلة الخلايا المتعادلة. تم التعامل مع باقي المرضى بإنقاص الجرعات. وقد ظهرت حالة حالة إكلينيكية خطيرة لالتهاب البانكرياس لمريض كان يتلقى ديدانوسين كعلاج.
في الدراسة الأخيرة استبعد نفس العدد تقريبا من كلتا المجموعتين بسبب مشاكل مخبرية. ولكن النسبة اختلفت في عدد المرضى الذين تم استبعادهم بسبب الآثار الجانبية. بشكل عام معظم الاختلافات المعتبرة كانت في أن هنالك نسبة أكبر بالإصابة بقلة الخلايا المتعادلة في مجموعة البيغانترفيرون. 

### تنبؤ الاستجابة الفيروسية المستديمة
في التجارب السابقة أعلاه كانت الاستجابة الفيروسية الوحيدة لعلاج التهاب الكبد الفيروسي ج وليس في باقي الأنواع أشارت خصائص المرضى في التجربة التالي: استجابة فيروسية ثابتة باستخدام البيغانترفيرون وريبافيرين، والخلو من إساءة استخدام عقارات أخرى، مسوى محدد من (ار ان ايه) عدوى فيروس نقص المناعة البشري المصحوبة بالتهاب الكبد الفيروسي ج، وودرجة 100 من مقياس نسبة الأداء (karnofsky). يقيس هذا المقياس مستوى أداء العينة بمدى حالة المريض. فمثلا درجة 100 من المقياس تشير إلى أن المريض لا يشتكي من أي مشاكل وأنه بدون دليل على المرض. درجة 50 تشير إلى أن المريض يحتاج إلى مساعدة بشكل ملحوظ ورعاية طبية مستمرة، درجة 0 في المقياس تشير إلى أن المريض ميت.
في دراسة أخرى تضمنت 21 مصابا بعدوى فيروس نقص المناعة البشري المصحوبة بالتهاب الكبد الفيروسي ج كانت نسبة البلازما لـ IP-10 قبل العلاج تنبئ بانخفاض في رنا التهاب الكبد الفيروسي ج في خلال الأيام الأولى من العلاج بالإنترفيرون/ريبافيرين (المعروف ب"انخفاض المرحلة الأولى") لأنواع الجين التهاب الكبدي 1-3، وذات الحال ينطبق على مرضى التهاب الكبد الفيروسي ج وحده. أيضا كانت نسبة البلازما لـ IP-10 قبل العلاجية تتوقع انخفاضا اقل من 150pg/ml مشيرة بذلك إلى استجابة مستحبة، ومن الممكن أن تكون مفيدة في تشجيع المرضى الذين من الصعب علاجهم بأن يبدؤوا الجلسات العلاجية. 

## المزيد
- Anderson، KB؛ Guest، JL؛ Rimland، D (نوفمبر 2004). "Hepatitis C virus coinfection increases mortality in HIV-infected patients in the highly active antiretroviral therapy era: data from the HIV Atlanta VA Cohort Study". Clinical Infectious Diseases. ج. 39 ع. 10: 1507–13. DOI:10.1086/425360. PMID:15546088.
- Bräu، N (فبراير 2005). "Treatment of chronic hepatitis C in human immunodeficiency virus/hepatitis C virus-coinfected patients in the era of pegylated interferon and ribavirin". Seminars in Liver Disease. ج. 25 ع. 1: 33–51. DOI:10.1055/s-2005-864780. PMID:15731996.
- Goodman، Louis Sanford؛ Gilman، Alfred Goodman (2001). Hardman، Joel G.؛ Limbird، Lee E.؛ Gilman، Alfred Goodman (المحررون). Goodman & Gilman's the pharmacological basis of therapeutics. New York: McGraw-Hill. ISBN:978-0-07-135469-1.
- Plosker، GL؛ Keating، GM (2004). "Peginterferon-alpha-2a (40kD) plus ribavirin: a review of its use in hepatitis C Virus And HIV co-infection". Drugs. ج. 64 ع. 24: 2823–43. DOI:10.2165/00003495-200464240-00009. PMID:15563253. مؤرشف من الأصل في 2019-12-10.
- Sulkowski، MS؛ Dieterich، DT؛ Bini، EJ؛ Bräu، N؛ Alvarez، D؛ Dejesus، E؛ Leitz، GJ؛ for the HIV/HCV Coinfection Study Group (أغسطس 2005). "Epoetin alfa once weekly improves anemia in HIV/hepatitis C virus-coinfected patients treated with interferon/ribavirin: a randomized controlled trial". Journal of Acquired Immune Deficiency Syndromes. ج. 39 ع. 4: 504–6. DOI:10.1097/01.qai.0000167158.90722.73. PMID:16010180.
- Sulkowski، MS؛ Thomas، DL (فبراير 2003). "Hepatitis C in the HIV-Infected Person". Annals of Internal Medicine. ج. 138 ع. 3: 197–207. DOI:10.7326/0003-4819-138-3-200302040-00012. PMID:12558359. مؤرشف من الأصل في 2015-09-23.

## وصلات خارجية
- Coinfection with Hepatitis Viruses and HIV Mandana Khalili, MD, University of California San Francisco, HIV InSite Knowledge Base Chapter, March 2006.
- National Hepatitis C Program U.S. Department of Veterans Affairs